# Ким Докхён
Ким Докхён (кор. 김 덕현; род. 8 декабря 1985, Кванджу) — южнокорейский легкоатлет, специалист по прыжкам в длину и тройным прыжкам. Выступал на профессиональном уровне в 2002—2023 годах, чемпион Азиатских игр, чемпион Азии, двукратный победитель Всемирных Универсиад, чемпион Восточноазиатских игр, многократный чемпион Южной Кореи, действующий рекордсмен страны в прыжках в длину, участник трёх летних Олимпийских игр.

## Биография
Ким Докхён родился 8 декабря 1985 года в городе Кванджу, Республика Корея.
Выступал на крупных легкоатлетических стартах национального уровня начиная с 2002 года.
Впервые заявил о себе на международном уровне в сезоне 2004 года, когда вошёл в состав южнокорейской сборной и выступил на юниорском мировом первенстве в Гроссето — в прыжках в длину и тройных прыжках.
В 2005 году впервые выиграл чемпионат Кореи в тройном прыжке, завоевал бронзовую награду на домашнем чемпионате Азии в Инчхоне, был лучшим на Восточноазиатских играх в Макао.
В 2006 году прыгал тройным на чемпионате мира в помещении в Москве, стал бронзовым призёром на Азиатских играх в Дохе.
В 2007 году в тройном прыжке превзошёл всех соперников на Всемирной Универсиаде в Бангкоке, выиграл серебряную медаль на чемпионате Азии в Аммане, занял девятое место на чемпионате мира в Осаке.
Благодаря череде успешных выступлений в 2008 году удостоился права защищать честь страны на летних Олимпийских играх в Пекине — на предварительном квалификационном этапе тройного прыжка показал результат 16,88 метра, чего оказалось недостаточно для выхода в финал.
В 2009 году на Всемирной Универсиаде в Белграде выиграл прыжки в длину, тогда как в тройных прыжках стал пятым. В тех же дисциплинах соревновался на чемпионате мира в Берлине. На чемпионате Азии в Гуанчжоу в прыжках в длину был четвёртым.
В 2010 году на Азиатских играх в Гуанчжоу одержал победу в прыжках в длину и занял пятое место в тройных прыжках.
На чемпионате мира 2011 года в Тэгу прыгал в длину и тройным, в обоих случаях в финал не вышел.
На Олимпийских играх 2012 года в Лондоне не смог пройти дальше предварительного квалификационного этапа.
В 2014 году на домашних Азиатских играх в Инчхоне получил серебро в прыжках в длину и взял бронзу в тройных прыжках.
В 2015 году в тройных прыжках превзошёл всех соперников на чемпионате Азии в Ухане, стартовал на чемпионате мира в Пекине.
В июне 2016 года на международном турнире в австрийском Рид-им-Иннкрайсе превзошёл всех соперников и установил ныне действующий рекорд Южной Кореи в прыжках в длину на открытом стадионе — 8,22 метра. Выполнив олимпийские квалификационные нормативы, благополучно прошёл отбор на Олимпийские игры в Рио-де-Жанейро — участвовал здесь в программах прыжков в длину и тройных прыжков, в обоих случаях в финал не вышел.
В 2017 году прыгал в длину на чемпионате мира в Лондоне.
В 2018 году на Азиатских играх в Джакарте занял восьмое место в прыжках в длину.
Впоследствии ещё в течение нескольких лет выступал на различных крупных турнирах в Корее.